# Dromornithidae
Dromornithidae var en familj av stora andfåglar som levde i Australien och på Tasmanien. De saknade flygförmåga och kallas i Australien även för Mihirung. De äldsta fossilen är ungefär 20 miljoner år gamla.
Arterna i släktet Dromornis blev upp till 3 meter höga och över en ton tunga. Genyornis newtoni levde fram till pleistocen och var känd för aboriginerna. Fynd av ben i samhällen visar att den jagades av Australiens ursprungsbefolkning. Arten dog ut för cirka 26 000 år sedan.
Orsaken till arternas utdöende förmodas vara klimatförändringar, buskbränder och människans jakt.

## Arter
Familjen består av sju arter fördelade på fem släkten:
- Barawertornis tedfordi Rich, 1979
- Ilbandornis
  - Ilbandornis lawsoni Rich, 1979
  - Ilbandornis woodburnei Rich, 1979
- Bullockornis planei Rich, 1979
- Genyornis newtoni Stirling & Zietz, 1896
- Dromornis
  - Dromornis australis Owen, 1872
  - Dromornis stirtoni Rich, 1979